# Кулойського Радгоспу
Кулойського Радгоспу (рос. Кулойского Совхоза) — селище в Вельському районі Архангельської області Російської Федерації.
Населення становить 18 осіб. Входить до складу муніципального утворення Кулойське муніципальне утворення.

## Історія
Від 1937 року належить до Архангельської області.
Від 2004 року належить до муніципального утворення Кулойське муніципальне утворення.

## Населення
| 2002 | 2010 | 2012 | 2014 | 2016 |
| ---- | ---- | ---- | ---- | ---- |
| 98   | ↘44  | ↘31  | ↘23  | ↘22  |